# 豪斯鲁克山麓奥特南
豪斯鲁克山麓奥特南是奥地利上奥地利州弗克拉布鲁克县的一个市镇。总面积30平方公里，总人口3830人，人口密度127.7人/平方公里（2005年）。